# Объединённая армия государства Ва
Объединённая армия государства Ва (бирм. ဝပြည် သွေးစည်းညီညွတ်ရေး တပ်မတော်; в западной прессе часто известна по аббревиатуре её английского названия — UWSA (United Wa State Army)) — военное крыло Объединённой партии государства Ва, правящей в самопровозглашённом государстве Ва на территории Мьянмы. Данное вооружённое формирование насчитывает порядка 30 тысяч солдат народа ва, базирующихся на территории, официально называемой Самоуправляемой зоной Ва. Объединённая армия государства Ва появилась после распада сил Коммунистической партии Бирмы в 1989 году. Официально Объединенная государственная армия Ва была создана 17 апреля 1989 года. Первым командующим армией стал Чао Нги Лай (1939-2009), а «вторым лицом»  — Бао Юсян (род. 1949). В 1996 году Бао Юсян, именуемый соратниками не иначе, как "председатель Бао", стал председателем Объединенной государственной партии ва и командующим Объединенной государственной армией ва.
Территорию, контролируемую ими, представители Армии именуют с 1 января 2009 года «специальным административным районом государства Ва». Хотя правительство Мьянмы не признаёт независимость государства Ва, мьянманская армия часто действует в союзе с отрядами ва против отрядов националистов государства Шан. Между правительством Мьянмы и правительством Ва в настоящее время действует соглашение о перемирии.